# Rases del Maraco
Les Rases del Maraco és una serra situada entre els municipis d'Alfara de Carles a la comarca del Baix Ebre i el de l'Horta de Sant Joan a la comarca de la Terra Alta, amb una elevació màxima de 1.129 metres.